# Панипат
Панипа́т (хинди: पानीपत) — город в индийском штате Харьяна. Расположен в 90 км к северу от Дели и соединён с ним железной дорогой. В 169 км к югу от города Чандигарха. Высота города над уровнем моря 219 м.
Город был местом действия трёх сражений — в 1526, 1556, 1761 годах.

## Население
По данным переписи 2001 года население города составляет 261 665 человек. Доля мужчин: 55 %, женщин: 45 %. Уровень грамотности составляет 69 % (73 % мужчин и 64 % женщин). Доля детей в возрасте до 6 лет: 14 %.